# Dunira minorella
Dunira minorella är en fjärilsart som beskrevs av Embrik Strand 1922. Dunira minorella ingår i släktet Dunira och familjen nattflyn. Inga underarter finns listade i Catalogue of Life.